# شعب ميمون

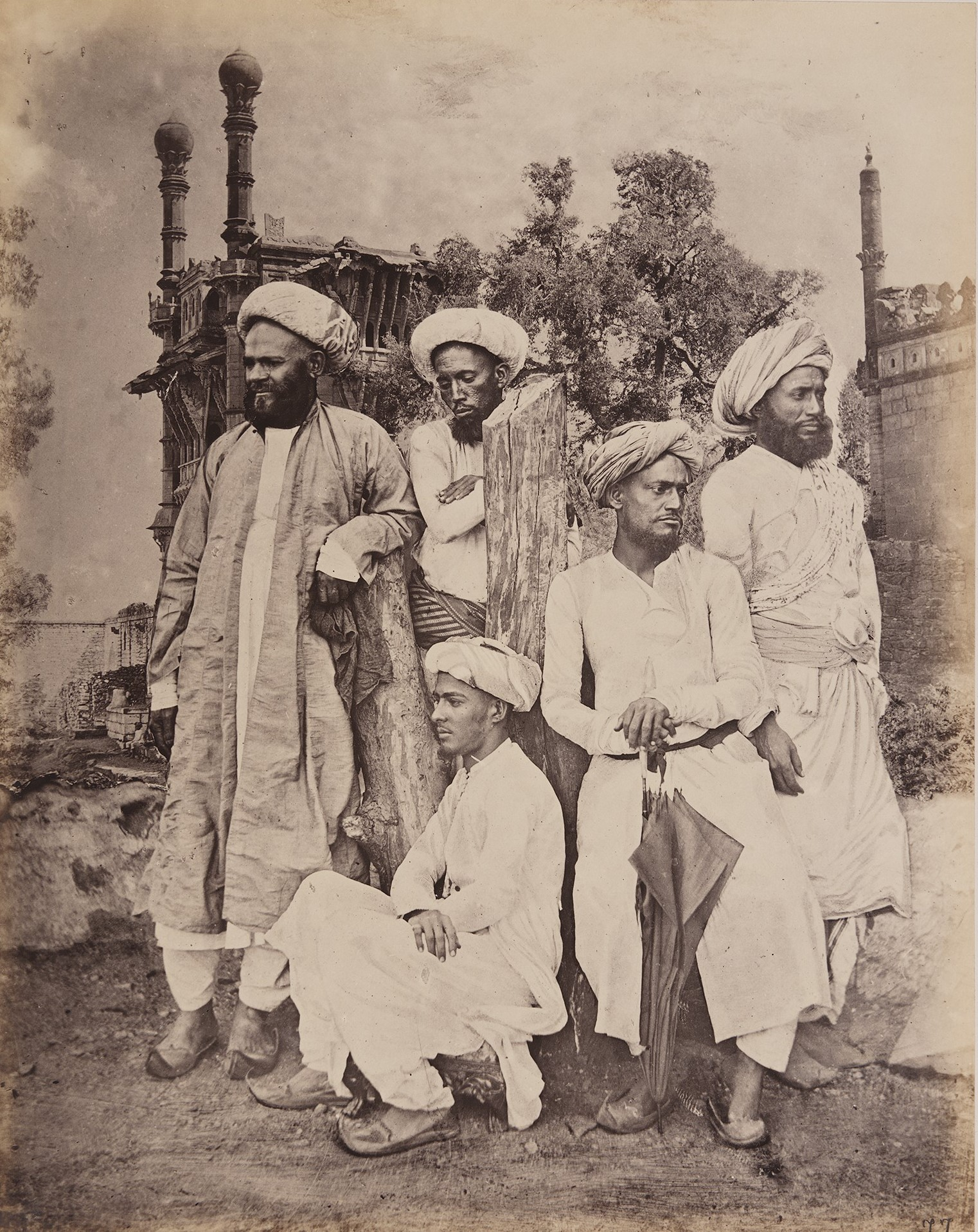
رجال من الميمون في القرن التاسع عشر

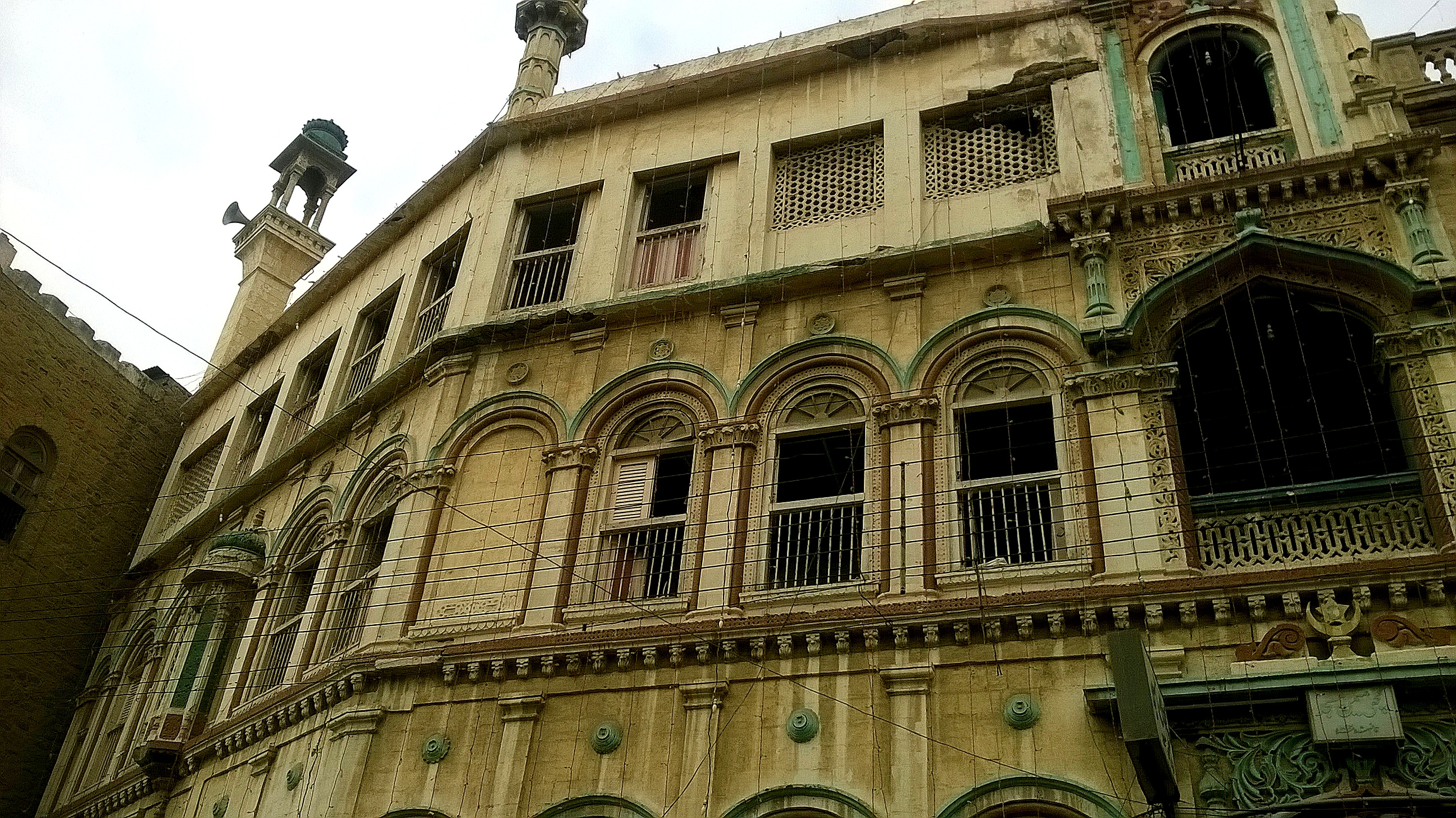
مسجد لقوم الميمون

شعب الميمون هم تجار مسلمون من الجزء الغربي من جنوب آسيا، منهم الميمون هالاي والميمون كوتشي والميمون سندي.ولهم لغتهم الخاصة وتسمى لغة الميمون. والعديد منهم هاجروا إلى كراتشي بعد تقسيم الهند في عام 1947.

## االتاريخ
يعود نسب شعب الميمون إلى لوهاناس من مولتان والسند، يأتي أصل الاسم ميمون من الكلمة العربية (المؤمنين)، تم تأسيس مجتمع شعب الميمون في القرن الخامس عشر الميلادي من قبل 700 أسرة تضم 6,178 فرداً.